# Greatest Love
"Greatest Love" é uma canção escrita pela cantora norte-americana Ciara para seu sétimo álbum Beauty Marks e lançada como terceiro single em 12 de Fevereiro de 2019. Foi escrita por Ciara, Jasper Cameron, Rod Cameron, Theron Thomas e produzida por Ron Cameron e Jasper Cameron.

## Videoclipe
Seu videoclipe foi lançado em 12 de Fevereiro de 2019, e foi dirigido por Sasha Samsonovo e coreografado por Jamaica Craft.

## Faixas e formatos
| Download Digital |                 |         |  |
| N.º              | Título          | Duração |  |
| 1.               | "Greatest Love" | 3:43    |  |